# Marc Donato
Pour les articles homonymes, voir Donato.
Marc Donato est un acteur canadien né le 25 janvier 1989.
Il est surtout connu pour son rôle de Derek Haig dans la série télévisée Degrassi : La Nouvelle Génération et ses apparitions dans Doc, Locked in Silence, Le Papillon bleu et Avatar, le dernier maître de l'air. Il a aussi joué dans Un monde meilleur, Laurier blanc, Billy Madison et The Final.

## Filmographie
- 1993 : Crypte Show ("Tales from the Cryptkeeper") (série télévisée) : David (voix)
- 1993 : J.F.K.: Reckless Youth (TV) : Jack (age 3)
- 1994 : The Killing Machine : Conners Child
- 1994 : Ultime trahison (Ultimate Betrayal) (TV)
- 1994 : La Mort au bout du chemin (Fatal Vows: The Alexandra O'Hara Story) (TV) : Ryan
- 1995 : Billy Madison : Nodding 1st Grader
- 1996 : Specimen : Mike Hillary (age 8)
- 1996 : Flash Forward (série télévisée) : Tucker James (age 5)
- 1996 : Double Jeopardy (TV) : Aaron Dubroski
- 1996 : The Morrison Murders (TV) : Beau
- 1997 : De beaux lendemains (The Sweet Hereafter) : Mason
- 1998 : The Sweetest Gift (TV) : Chip Martin
- 1998 : Rescuers: Stories of Courage: Two Couples (TV) : Paul (segment "Marie Taquet")
- 1998 : Bone Daddy : Mark, Sr.
- 1998 : A Boy's Own Story : Zackary
- 1999 : Locked in Silence (TV) : Stephen
- 1999 : Redwall ("Redwall") (série TV) : Young Matthias (voix)
- 1999 : Sauveteurs du monde ("Rescue Heroes") (série TV) : Tyler (voix)
- 1999 : Une carte du monde (A Map of the World) : Robbie Mackessy
- 1999 : Dear America: Standing in the Light (TV) : Thomas Logan
- 1999 : Chasseurs de frissons (The Time Shifters) (TV) : Kevin
- 2000 : Camera : Lead
- 2000 : Mattimeo: A Tale of Redwall (série TV) : Young Martin (voix)
- 2000 : Animal Shelf (série TV) : Timothy (voix)
- 2000 : Un monde meilleur (Pay It Forward) : Adam
- 2001 : Tout pour mon fils (Dangerous Child) (TV) : Leo Cambridge
- 2001 : Mutant X (série TV) ("Le crime du siècle nouveau") : Joshua Valentine
- 2002 : Laurier blanc (White Oleander) : Davey Thomas
- 2003 : Miss Spider's Sunny Patch Kids (TV) : Wiggle (voix)
- 2004 : Le papillon bleu : Pete Carlton
- 2005 - 2009 : Degrassi : La Nouvelle Génération (Degrassi: The Next Generation) (Série TV) : Derek Haig
- 2012 : Ghostquake : La Secte oubliée (Haunted High) (TV) : Colt
- 2020 : Tyler Rake (Extraction) de Sam Hargrave